# 리 캐터몰
리 배리 캐터몰(영어: Lee Barry Cattermole, 1988년 3월 21일 ~ )은 잉글랜드의 전 축구 선수로, 포지션은 수비형 미드필더이다.

## 수상
미들즈브러
- UEFA 유로파리그 준우승: 2005–06

선덜랜드
- 풋볼 리그 컵 준우승: 2013–14

잉글랜드 U-21
- UEFA U-21 축구 선수권 대회 준우승: 2009